# World Games
World Games er en international sportsbegivenhed, første gang afholdt i 1981, beregnet for sportsgrene, der ikke indgår i de olympiske lege.
World Games organiseres og styres af International World Games Association (IWGA).